# 全球監控
全球監控（英語：Global surveillance）是一種針對全世界的跨國大規模監控。最初的全球監控行為，為1946年3月5日簽定的英美協定（此協定之參與國之後延伸至加拿大、澳大利亞與紐西蘭等共五國，又稱為「五眼聯盟」），宗旨在於共享各項軍事與機密情報，以有效因應冷戰時期變化的國際情勢。「五眼聯盟」與幾個「第三方」國家簽定了合作條款，最終在1971建立了代號為「梯隊系統」的全球監控網路。
然而，由於愛德華·史諾登在2013年曝光了全球監聽項目的國家秘密文檔，引發公眾對資訊時代隱私權的爭論，政府和主流媒體也受到廣泛的質疑。

## 目標和方法
包括元數據和其他內容的收集、社交聯繫、財務支付監控、手機位置跟踪、滲透智慧型手機、滲透商業數據中心、滲透匿名網路、監控飯店預訂系統、監控虛擬實境與大型多人線上遊戲、政治間諜。

## 國際合作
在第二次世界大戰中，美國政府和英國政府簽署情報共享的「1943年布魯沙協定」。1946年正式簽署秘密條約「英美協定」，該協定全文於2010年6月25日向公眾發布。「英美協定」條約後來修訂，加入包括丹麥、德國、愛爾蘭、挪威、土耳其和菲律賓等其他國家，不過大部分情報是由所謂的「五眼聯盟」共享。也就是指下列講英語的西方民主國家及其各自的情報機構：
- – 澳大利亞信號局[8]
- – 加拿大通信安全機構（英语：Communications Security Establishment）[8]
- – 紐西蘭政府通訊安全局（英语：Government Communications Security Bureau）[8]
- – 英國政府通訊總部，由於英國曾是大英帝國的緣故，被廣泛認為是傳統間諜的領導者[8]
- – 美國國家安全局，擁有最大的預算和「五眼聯盟」中最先進的技術能力[8]

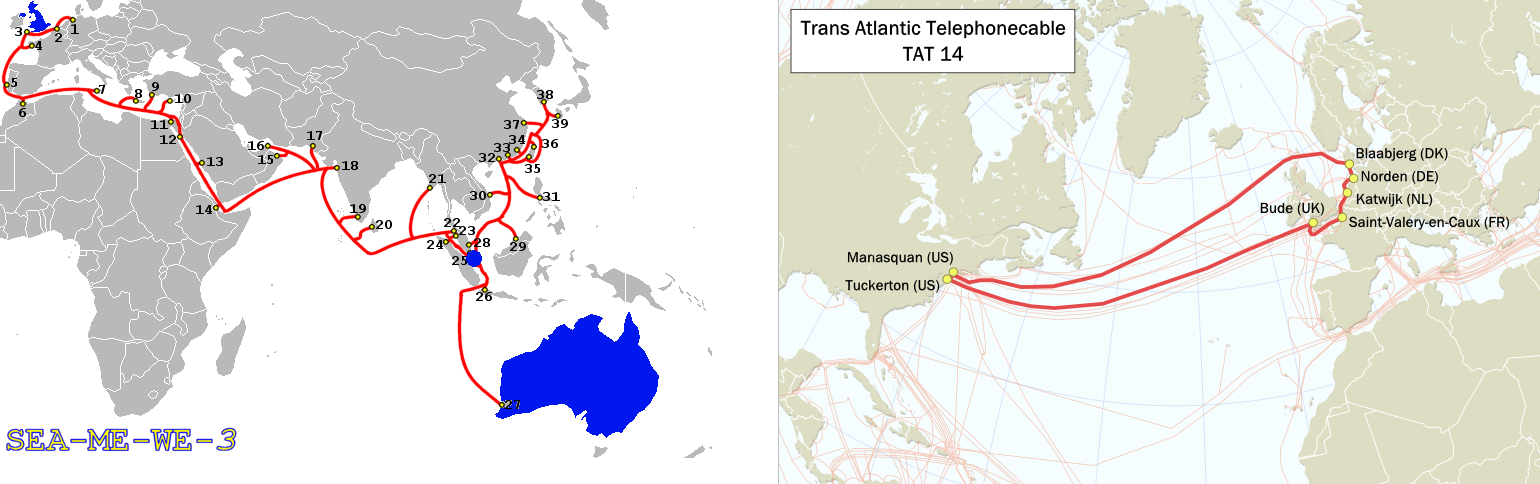
愛德華·史諾登揭露的國家機密文檔顯示，五眼聯盟獲取了流經歐洲、美國和世界其他地區的大多數網際網路和電話通訊內容。